# Nepente
Nepente, literalmente significa "aquele que afasta as penas" (ne = não, penthos = dor, pena), era supostamente uma planta que aliviava a melancolia.
É uma droga do esquecimento mencionada na mitologia grega, com suposta origem no Egito. 
A primeira referência a esta droga surge na Odisseia de Homero.  Na Odisseia, é uma poção que Helena de Troia dá a Telémaco para que este esqueça a dor e a desgraça.
Muitos estudiosos crêem que nepente poderia ser uma preparação à base de ópio, talvez semelhante ao láudano; os efeitos de nepente descritos na literatura são semelhantes aos dos opiáceos.
O género Nepenthes foi nomeado em referência à droga nepente.